# Берури
Берури (порт. Beruri)  —  муниципалитет в Бразилии, входит в штат Амазонас. Составная часть мезорегиона Центр штата Амазонас. Входит в экономико-статистический  микрорегион Коари. Население составляет 15 486 человек на 2010 год. Занимает площадь 17 507,258 км². Плотность населения — 0,88 чел./км².

## Границы
Муниципалитет граничит:
- на севере —  муниципалитет Манакапуру
- на северо-востоке —  муниципалитет Манакири
- на юго-востоке —  муниципалитеты Борба, Маникоре
- на юго-западе —  муниципалитет Тапауа
- на северо-западе —  муниципалитет Анори

## Демография
Согласно сведениям, собранным в ходе переписи 2010 г. Национальным институтом географии и статистики (IBGE), население муниципалитета составляет:
| Полное население                               | Полное население                               | Полное население                               | Полное население                               | 15 486 |
| ---------------------------------------------- | ---------------------------------------------- | ---------------------------------------------- | ---------------------------------------------- | ------ |
| в том числе:                                   | Городское население                            | 7778                                           | Процент городского населения, %                | 50,23  |
|                                                | Сельское население                             | 7708                                           | Процент сельского населения, %                 | 49,77  |
|                                                | Мужское население                              | 8146                                           | Процент мужского населения, %                  | 52,60  |
|                                                | Женское население                              | 7340                                           | Процент женского населения, %                  | 47,40  |
| Плотность населения, чел/км²                   | Плотность населения, чел/км²                   | Плотность населения, чел/км²                   | Плотность населения, чел/км²                   | 0,88   |
| Население муниципалитета в % к населению штата | Население муниципалитета в % к населению штата | Население муниципалитета в % к населению штата | Население муниципалитета в % к населению штата | 0,44   |

По данным оценки 2015 года, население муниципалитета составляет 18 171 житель.

## Важнейшие населенные пункты
| № | Населённый пункт | Населённый пункт (порт.) | Категория | Население чел. (2010) | На карте                       |
| - | ---------------- | ------------------------ | --------- | --------------------- | ------------------------------ |
| 1 | Берури           | Beruri                   | город     | 7778                  | 3°54′05″ ю. ш. 61°22′21″ з. д. |
| 2 | Кавиана          | Caviana                  | поселок   | 1056                  | 3°45′27″ ю. ш. 61°09′28″ з. д. |
| 3 | Пумпунья         | Pumpunha                 | поселок   | 397                   | 3°43′30″ ю. ш. 61°13′42″ з. д. |